# Attentats du 20 octobre 2017 en Afghanistan
Les attentats du 20 octobre 2017 sont une série d'attentats terroristes perpétrés dans deux mosquées chiites des villes afghanes de Dolaina et de Kaboul. Ces attaques font au moins 89 morts et une soixantaine de blessés.

## Déroulement

### Attentat de Kaboul
Le 20 octobre 2017, un homme armé s'introduit dans la mosquée chiite Imam Zaman et ouvre le feu sur les fidèles massés dans l'édifice pour la prière. Il actionne ensuite sa veste explosive au milieu de la foule. 
La déflagration fait 56 morts et 55 blessés. L'attaque est revendiquée le lendemain par l'État islamique, qui désigne le kamikaze par le nom de guerre « Abou Omar le Turkmène ».

### Attentat de Dolaina
Le même jour, une bombe explose dans une mosquée chiite de Dolaina, dans la province de Ghôr, dans le centre du pays. Elle fait au moins 33 morts. Le gouverneur de la province, Mohsen Danishyar, pense que l'attentat — non revendiqué — visait un commandant de police et dirigeant politique local, membre du Jamiat-e-Islami, qui figure parmi les victimes.